# Meersburg
Meersburg je slikoviti gradić u njemačkoj saveznoj pokrajini Baden-Württemberg (okrug Bodensko jezero). Nalazi se između gradova Friedrichshafena i Überlingena na sjevernoj obali Bodenskog jezera, na prijelazu jezera Überlinger u Bodensko jezero. Ujedno je i trajektna luka za sveučilišni grad Konstanz.
Ime je dobio po istoimenom dvorcu Meersburg koji se uzdiže nad meersburškim Donjim gradom. Dvorac je prema predaji i jednom zapisu iz 1548. godine još u 7. stoljeću osnovao merovinški kralj Dagobert I., a ujedno je najstariji u potpunosti sačuvan njemački dvorac naseljen i u današnje vrijeme.
U Meersburgu je i Novi dvorac (Neues Schloss) iz vremena baroka, koji je zajedno s dvorcem Meersburg bio dugo u posjedu biskupa iz Konstanza (Fürstbistum Konstanz), kao i sam grad Meersburg.
Grad je svoj Statut dobio 1299. godine, a od 1551. je bio i rezidencija biskupa iz Konstanza Meersburg, budući je građanstvo Konstanza nakon Reformacije prešlo na evangeličku vjeroispovijest. Godine 1803. Meersburg je pripojen Velikom vojvodstvu Baden.

## Vanjske poveznice
- Službena stranica
- Meersburg Webcam
- Meersburg: foto galerija  Arhivirana inačica izvorne stranice od 30. rujna 2007. (Wayback Machine)

### Ostali projekti
|  | Zajednički poslužitelj ima još gradiva o temi Meersburg |